# Breviar

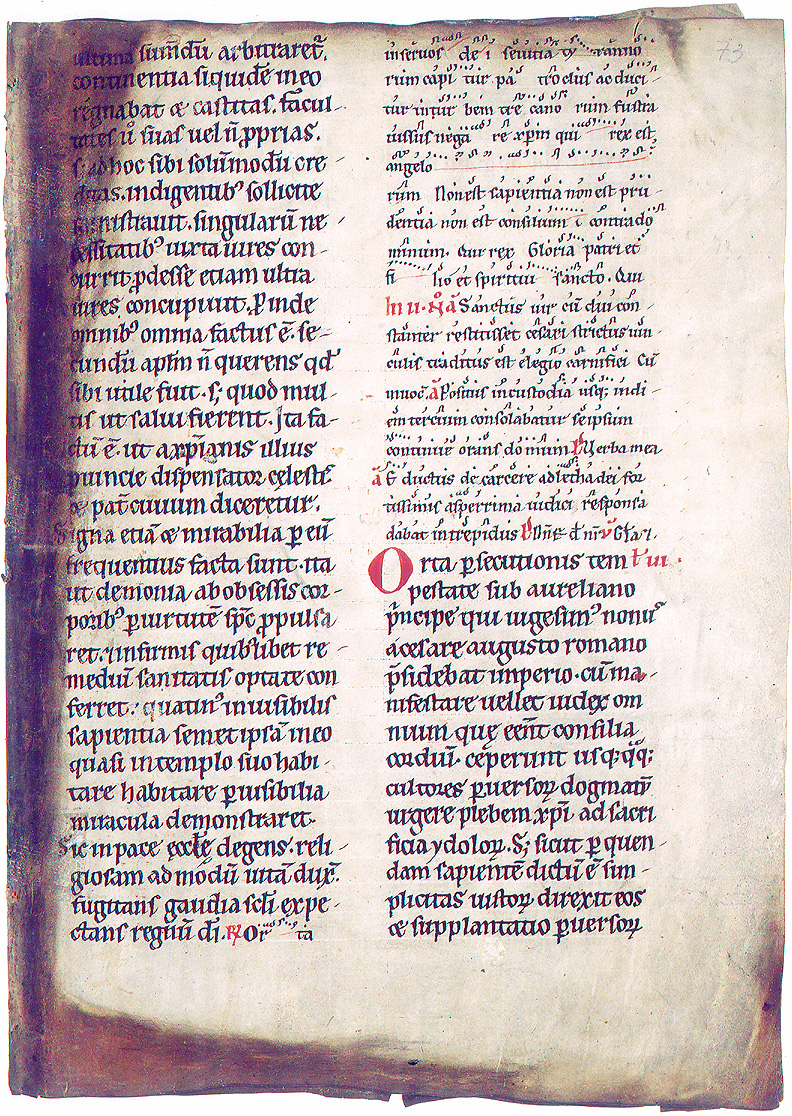
Breviarul din Köln, sec. XII-XIII (Universitatea din Helsinki)

Breviarul roman este o carte liturgică catolică ce conține toate textele necesare pentru rugăciunea Liturghiei Orelor, numită și "Oficiul Divin". Protestanții, în general, folosesc Breviarul anglican sau cel luteran. În tradiția răsăriteană, cartea echivalentă este Ceaslovul.
Breviarium (din latinescul brevis, adică "scurt") era folosit de clerici și călugărițele catolice, care se rugau într-un ciclu de 4 săptămâni, corespunzător săptămânilor liturgice ale anului. Numele său este dat de sintetizarea cărților folosite de cor pentru slujba divină. Este alcătuit din psalmi, antifoane, responsoriale, imnuri, versete, rugăciuni, lecturi etc., precum și secțiuni ce reglementează riturile de urmat și marchează diferența dintre sărbători.

## Etimologie
Cuvântul breviar are două etimologii complementare :
- "Breviarium Officii" (abreviat, rezumat, condensat) folosit în Evul Mediu pentru a desemna cartea în care au fost regrupate și alăturate, în scopul facilizării recitării sau a celebrării, toate părțile ce alcătuiau liturghia și care anterior erau împărțite în mai multe cărți diferite (psaltire, antifonar, colectiv, lecționar)
- în latină, "breviaria" face referire la diverși indici (inițiale și scurte indicații), cu scopul de a ajuta la recunoașterea textelor corespunzătoare pentru fiecare sărbătoare comună, din diferitele cărți ale corului.

## Istoric

### Origine
Utilizarea breviarului în Est datează, se spune, din timpul sfântului Ioan Gură de Aur, la mijlocul sec. al IV-lea ; în Occident, datarea ar începe doar de la Papa Gelasius I, la sfârșitul sec. al V-lea. De fapt, Liturghia Orelor s-a făcut, mai întâi, numai din psaltire. Regula Sfântului Benedict împarte psalmii pe parcursul săptămânii, dar nu există vreo carte specifică. Prin urmare, breviarul se constituie treptat începând cu mijlocul Evului Mediu.

### Evul Mediu
Primele breviare apar în comunitățile monahale spre sfârșitul sec. al XI-lea, pentru a permite religioșilor care se aflau în călătorii sau care nu puteau asista la rugăciunea liturgică comună să se roage în timpul orei liturgice, oriunde s-ar afla. Cartuzienii au fost printre primii care au compus breviare pentru a sărbători Liturghia Orelor, în singurătatea celulelor lor. Diseminarea breviarului pe scară largă, apoi adoptarea acestuia de către clerici este rezultatul conjuncției a doi factori: 
- mai întâi, crearea ordinelor calicilor/ mendicante, a căror orientare religioasă nu era stabilită, asemeni călugărilor, dar cutreierând de dragul predicării, având nevoie rapid de o singură carte la îndemână pentru a se ruga în timpul călătoriilor lor frecvente și, în acest scop, adoptând liturghia prescurtată a clericilor Curiei Romane. 
- Apoi, abandonarea practicii celebrării comune obligatorii pentru toți și a obligației de a recita slujba divină în toate circumstanțele, chiar și atunci când o persoană nu putea fi prezentă la celebrarea comună în biserică. 
Prin urmare, a fost, de asemenea, necesar, să se ofere clerului o carte simplă, dar completă și la îndemână.

### Breviar de la Conciliul de la Trento

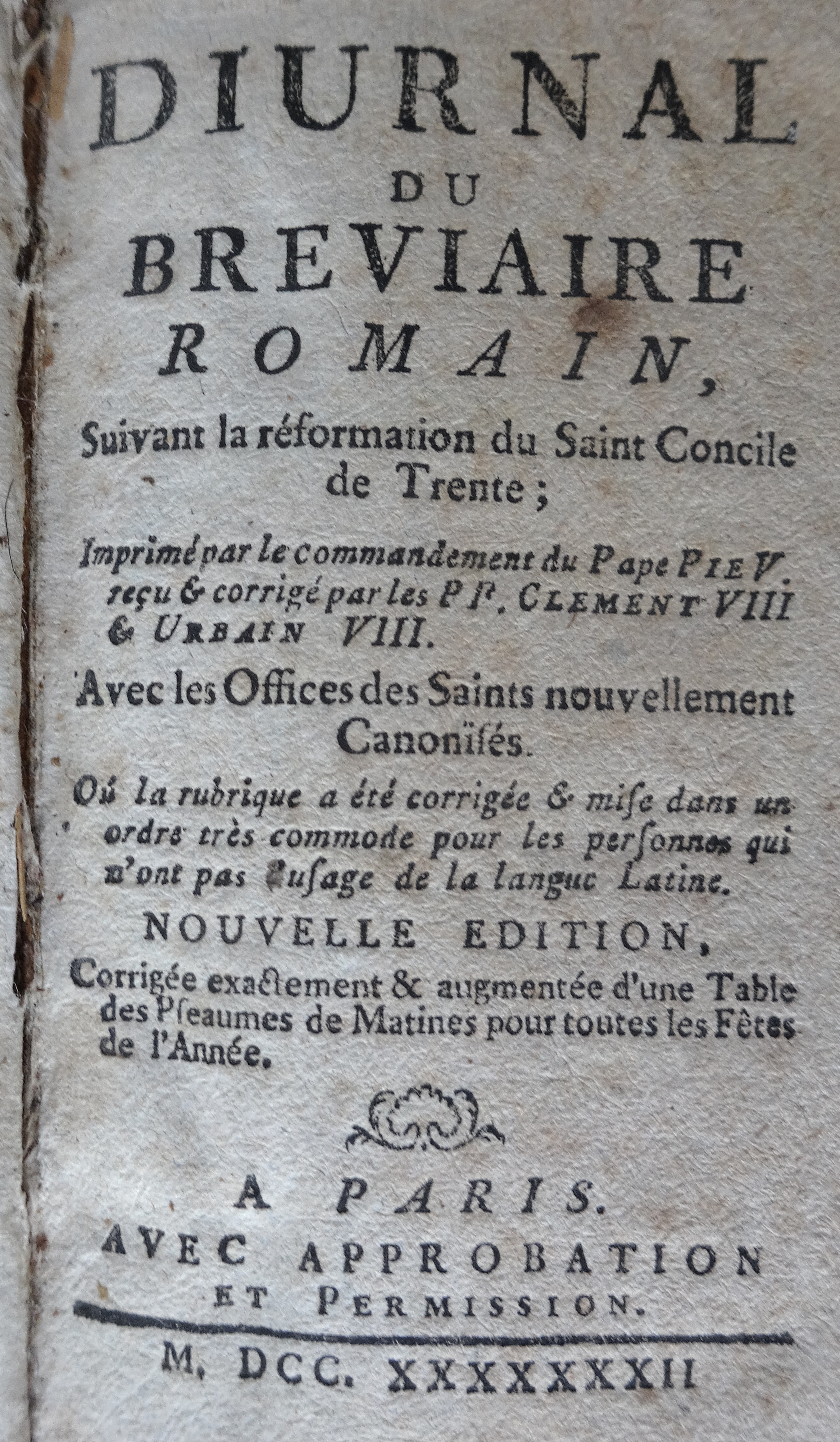
Diurn din Breviarul Roman, 1772

Pentru utilizarea universală în Biserică, Breviarul roman a fost publicat de papa Pius al V-lea, cu proclamarea Quod a nobis la 7 iulie 1568. Conține opt rugăciuni repartizate pe zile și nopți: utrenie în timpul nopții, laudă în zori, la prima oră a zilei, a treia la ora trei, a șasea la prânz, niciuna la începutul după-amiezii, vecernie în după-amiaza târzie (din lat. Vesper: seara), iar ultima înainte de culcare. 